# Eria cepifolia
Eria cepifolia är en orkidéart som beskrevs av Henry Nicholas Ridley. Eria cepifolia ingår i släktet Eria och familjen orkidéer. Inga underarter finns listade i Catalogue of Life.